# International School of Brno
International School of Brno (ISB, česky Mezinárodní škola v Brně) je soukromá, střední, základní a mateřská škola v Brně-Vinohradech, která vyučuje v angličtině.
Byla založena v roce 2008, je jedinou mezinárodně akreditovanou školou v Brně a jako jediná škola na Jižní Moravě má statut IB World School.
International School of Brno poskytuje mezinárodně akreditované vzdělání v anglickém jazyce, zakončené mezinárodní maturitní zkouškou IB Diploma. International School of Brno je také členem Rady mezinárodních škol (Council of International Schools).

## Akreditace a členství
- Council of International Schools (CIS)
- Cambridge International Education (CIE)
- Ministerstvo školství, mládeže a tělovýchovy České republiky[1]

## Škola
ISB je rozdělena do tří částí: mateřská škola, základní škola a střední škola.
Škola má 165 studentů z 26 různých zemí a zaměstnává učitele 12 národností.

## Studijní program

### Anglická školka
Vzdělávacím programem ve školce International School of Brno je PYP (Primary Years Program), světově nejprestižnější program pro předškolní a základní vzdělávání.

### Základní škola
Studenti ročníků 1-6 jsou součástí PYP (Primary Years Program), světově nejprestižnějšího programu pro předškolní a základní vzdělávání. Ročníky 7-9 jsou součástí Cambridge International Program - Secondary.

### Střední škola
Ročníky 10-13 jsou třídy střední školy. Studenti ročníků 10 a 11 se připravují na zkoušky Cambridge IGCSE, které se píšou na konci 11. ročníku. Studenti v ročníku 12-13  pracují v rámci studia IB DP na dosažení svého IB Diplomu.